# Marc-Antoine Laumon
Marc-Antoine Laumon, né le 14 août 1761 à Bourganeuf (Creuse), et mort le 23 juin 1829 à Bourganeuf, est un homme politique français.

## Biographie
Fils de Jean-Baptiste Laumon, bourgeois, et de Marie Gayand, administrateur de la Creuse au début de la Révolution, il est élu député de ce département le 2 septembre 1791, le 4e sur 7 avec 275 voix sur 314 votants, à l'Assemblée législative, où il siège avec la majorité patriote.
Après la fin de la session, il retourne en Creuse, où il est réélu administrateur du département, avant d'être élu le 21 germinal an VII (10 avril 1799), avec 117 voix sur 145 votants, au Conseil des Cinq-Cents, où il siège jusqu'au coup d'État du 18 brumaire.
Le 4 nivôse an VIII (25 décembre 1799), il entre au Corps législatif, où il demeure jusqu'au 1er juillet 1806. Puis, pendant les Cent-Jours, il est élu par l'arrondissement de Bourganeuf, le 10 mai 1815, à la Chambre des représentants par 45 voix sur 74 votants, où il siège jusqu'au 13 juillet.

## Source
- Adolphe Robert, Gaston Cougny (dir.), Dictionnaire des parlementaires français de 1789 à 1889, Paris, Bourloton, 1889, tome 3 (de La Tour du Pin-Gouvernet à Laurens-Humblot), p. 623.